# جورج موريارتي
جورج موريارتي (بالإنجليزية: George Moriarty)‏ هو لاعب كرة قاعدة أمريكي، ولد في 7 يوليو 1885 في شيكاغو في الولايات المتحدة، وتوفي في 8 أبريل 1964 في ميامي في الولايات المتحدة.

## وصلات خارجية
- جورج موريارتي على موقعبيزبول رفرنس.كوم (الدوري الرئيسي) (الإنجليزية)
- جورج موريارتي على موقعبيزبول رفرنس.كوم (الدوري الثانوي) (الإنجليزية)